# Orange Is the New Black
Orange is the new Black és una sèrie nord-americana de comèdia-drama, creada per Jenji Kohan. La sèrie fou produïda per Lionsgate Television i es va emetre per primera vegada a Netflix l'11 de juliol de 2013. Es basa en el llibre autobiogràfic de Piper Kerman, que relata les seves memòries sobre la vida a la presó.
L'estrella principal de la sèrie és l'actriu Taylor Schilling com a Piper Chapman, una dona que arriba a la presó per transportar diners de la droga. També és protagonitzada per Laura Prepon en el paper d'Alex Vause, narcotraficant i ex amant de Piper; Michael J. Harney com a Sam Healy, conseller de la presó; Kate Mulgrew com a Red, la cuinera; i Jason Biggs com a Larry Bloom, la parella de Piper.
El 27 de juny de 2013, Netflix va renovar Orange is the new Black per a una segona temporada, que està prevista estrenar l'any 2014.

## Personatges

### Personatges principals
- Taylor Schilling és Piper Chapman. Piper és enviada a la presó per portar diners de la droga per a la seva ex parella, l'Alex. La sèrie mostra la seva vida i les tensions que es creen al seu voltant, així com la seva relació com a promesa de Larry. A la presó, Piper intenta trobar la seva posició, tenint en compte que Alex està internada al mateix centre.
- Laura Prepon és Alex Vause. Ex parella de Piper. Acaba treballant en un cartel internacional de la droga després d'una infància bregant amb l'assetjament escolar, motivat pel fet de ser de classe social baixa.
- Michael Harney és Sam Healy Healy és funcionari de la presó i treballador social. Amb problemes personals amb les lesbianes, intenta creure que entén la Piper desenvolupant una relació passiva-agressiva.
- Michelle Hurst és Miss Claudette Pelage. Companya d'habitació de Piper. Temuda per les internes per la seva fama d'estricta. Era la cap d'un servei de neteja que utilitzava mà d'obra infantil provinent de la immigració il·legal, on també va treballar quan va arribar als Estats Units quan era una nena.
- Kate Mulgrew és Galina (Red) Reznikov. Treballadora de cuina dins de la presó. Era propietària d'un restaurant juntament amb el seu marit i va treballar amb la màfia russa. Figura materna per a algunes recluses.
- Jason Biggs és Larry Bloom. Promès de la Piper, escriptor que lluita per fer-se un lloc en el món del periodisme. Està convençut que la seva relació pot aguantar la sentència de la Piper.

#### Personatges secundaris
- Natasha Lyonne és Nicky Nichols. Ex addicta a les drogues, pertanyent al grup de la Red.
- Danielle Brooks és Tasha "Taystee" Jefferson. Treballadora de la biblioteca de la presó i millor amiga de Poussey Washington.
- Taryn Manning és Tiffany "Pennsatucky" Dogget. Predicadora de pa paraula de Déu, empresonada per disparar-li a una infermera.
- Pablo Schreiber és George (Pornstache) Mendez. Funcionari de la presó corrupte que abusa de la seva autoritat per vendre drogues, assetjar a les recluses i participar d'actes sexuals.
- Dascha Polanco és Dayanara "Daya" Díaz.  Reclusa que manté una relació oculta amb el funcionari John Bennett. Compleix la condemna a la mateixa presó amb la seva mare.
- Joel Garland és S. O'Neill. Funcionari de la presó que manté una relació amb Wanda Bell.
- Catherine Curtin és Wanda Bell. Funcionària de la presó, abusiva.
- Lea DeLaria és Carrie "Big Boo" Black. Reclusa lesbiana que ha passat per diverses relacions dins de la presó. Cuida al seu gos "Little Boo".
- Laverne Cox és Sophia Burset. Dona transsexual que va a la presó per estafa amb targetes de crèdit. Perruquera per a les internes amb un fill anomenat Michael i una dona anomenada Crystal.
- Samira Wiley és Poussey Washington. Porta dos anys dins de la presó i li queden quatre anys més. Millor amiga de Taystee.
- Matt McGorry és John Bennett. Funcionari de la presó que manté una relació secreta amb Daya.
- Yael Stone és Lorna Morello. Interna que treballa de xofera, la seva màxima ambició és sortir de la presó per casar-se amb el seu promès i ser una mestressa de casa exemplar.